# National Rugby League
National Rugby League (NRL) eller Telstra Premiership är en professionell Rugby league-liga för herrar i Australien. Det är den främsta Rugby league-ligan för klubblag i världen och ett av de mest populära sportarrangemangen i Australien. Ligan har spelats i sin nuvarande form sedan 1998.
Säsongen 2019 består ligan av 16 lag, 15 från Australien och ett från Nya Zeeland.

## Mästare
Här redovisas segrarna i NRL sedan ligan startades i sin nuvarande form 1998. Melbourne Storm fråntogs i efterhand titlarna från 2007 och 2009 på grund av brott mot löneregler.
- 1998 – Brisbane Broncos
- 1999 – Melbourne Storm
- 2000 – Brisbane Broncos
- 2001 – Newcastle Knights
- 2002 – Sydney Roosters
- 2003 – Penrith Panthers
- 2004 – Canterbury-Bankstown Bulldogs
- 2005 – West Tigers
- 2006 – Brisbane Broncos
- 2007 – Melbourne Storm
- 2008 – Manly Warringah Sea Eagles
- 2009 – Melbourne Storm
- 2010 – St. George Illawarra Dragons
- 2011 – Manly Warringah Sea Eagles
- 2012 – Melbourne Storm
- 2013 – Sydney Roosters
- 2014 – South Sydney Rabbitohs
- 2015 – North Queensland Cowboys
- 2016 – Cronulla-Sutherland Sharks
- 2017 – Melbourne Storm
- 2018 – Sydney Roosters